# Morfin 6-dehidrogenaza
Morfin 6-dehidrogenaza (EC 1.1.1.218, naloksonksa reduktaza, reduktaza, nalokson) je enzim sa sistematskim imenom morfin:NAD(P)+ 6-oksidoreduktaza. Ovaj enzim katalizuje sledeću hemijsku reakciju
morfin + NAD(P)+ {\displaystyle \rightleftharpoons } morfinon + NAD(P)H + H+
Takođe deluje na neke druge alkaloide, uključujući kodein, normorfin i etilmorfin, ali samo veoma sporo na 7,8-zasićene derivate kao što su dihidromorfin i dihidrokodein. U reverznom smeru, takođe redukuje naloksone do 6alfa-hidroksi analoga. Ovaj enzim aktivira 2-merkaptoetanol.

## Literatura
- Nicholas C. Price; Lewis Stevens (1999). Fundamentals of Enzymology: The Cell and Molecular Biology of Catalytic Proteins (Third изд.). USA: Oxford University Press. ISBN 019850229X.
- Eric J. Toone (2006). Advances in Enzymology and Related Areas of Molecular Biology, Protein Evolution (Volume 75 изд.). Wiley-Interscience. ISBN 0471205036.
- Branden C; Tooze J. Introduction to Protein Structure. New York, NY: Garland Publishing. ISBN 0-8153-2305-0.
- Irwin H. Segel. Enzyme Kinetics: Behavior and Analysis of Rapid Equilibrium and Steady-State Enzyme Systems (Book 44 изд.). Wiley Classics Library. ISBN 0471303097.

## Spoljašnje veze
- Morphine+6-dehydrogenase на 